# Апораисы
Апораисы (лат. Aporrhaidae) — семейство морских брюхоногих моллюсков.

## Описание
Малочисленное семейство небольших моллюсков. Представители семейства распространены только в водах восточной и северной Атлантики. Раковина представителей семейства с высоким завитком и широким отворотом наружной губы, преимущественно несущей относительно длинные выросты. Оперкулум маленького размера. Населяют глубины 10—80 метров. Предпочитают мягкие грунты — песчаные и илисто-песчаные. Часто моллюски находятся закопавшимися в песчаный грунт. Детритофаги.

## Классификация
Семейство включает только два современных рода и несколько вымерших:
- Aporrhais da Costa, 1778
- Arrhoges Gabb, 1868
- † Dicroloma Gabb, 1868
- † Drepanocheilus Meek, 1864
- † Hemichenopus Steinmann & Wilckens, 1908
- † Struthioptera Finlay & Marwick, 1937

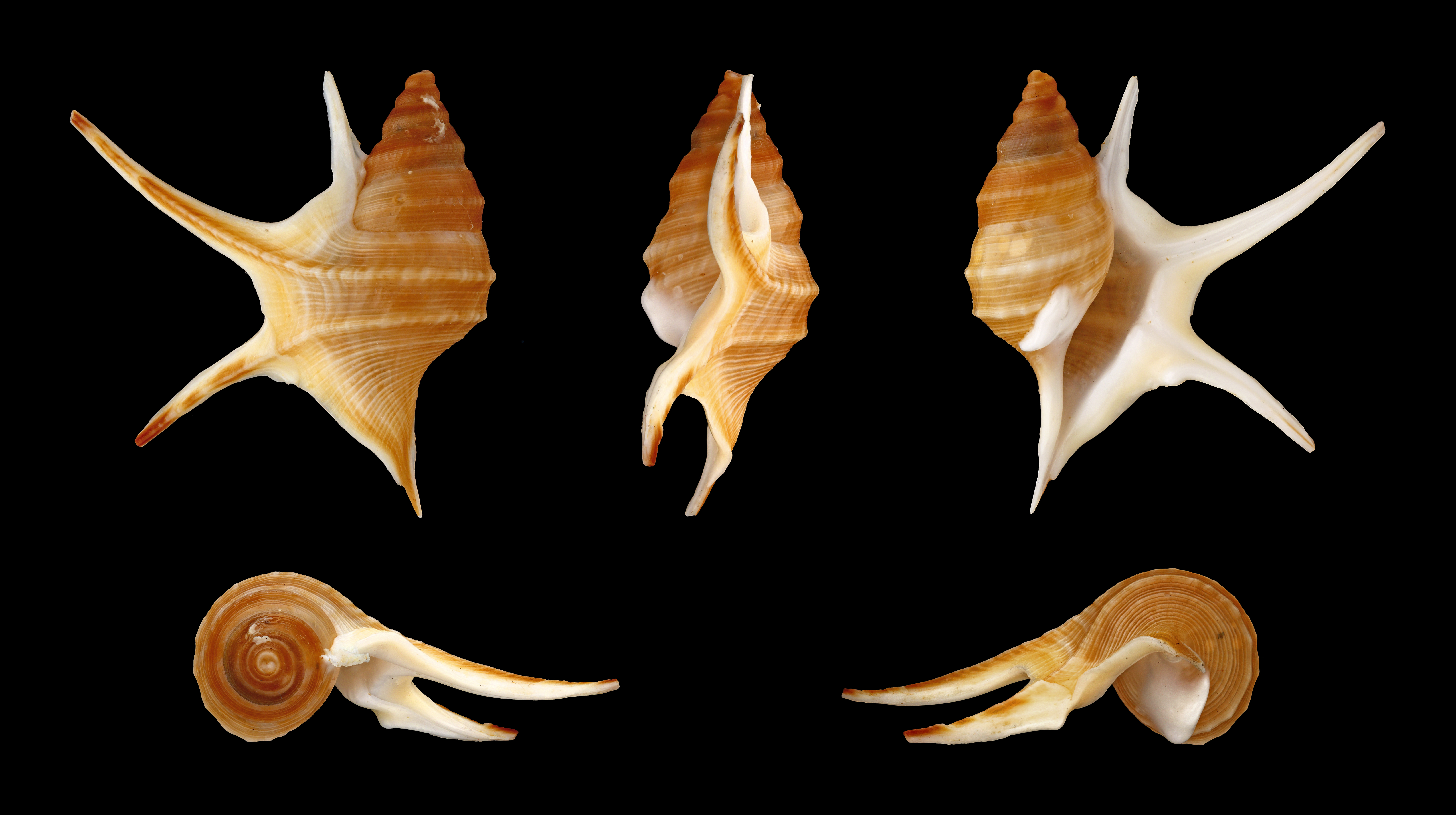
Aporrhais pesgallinae
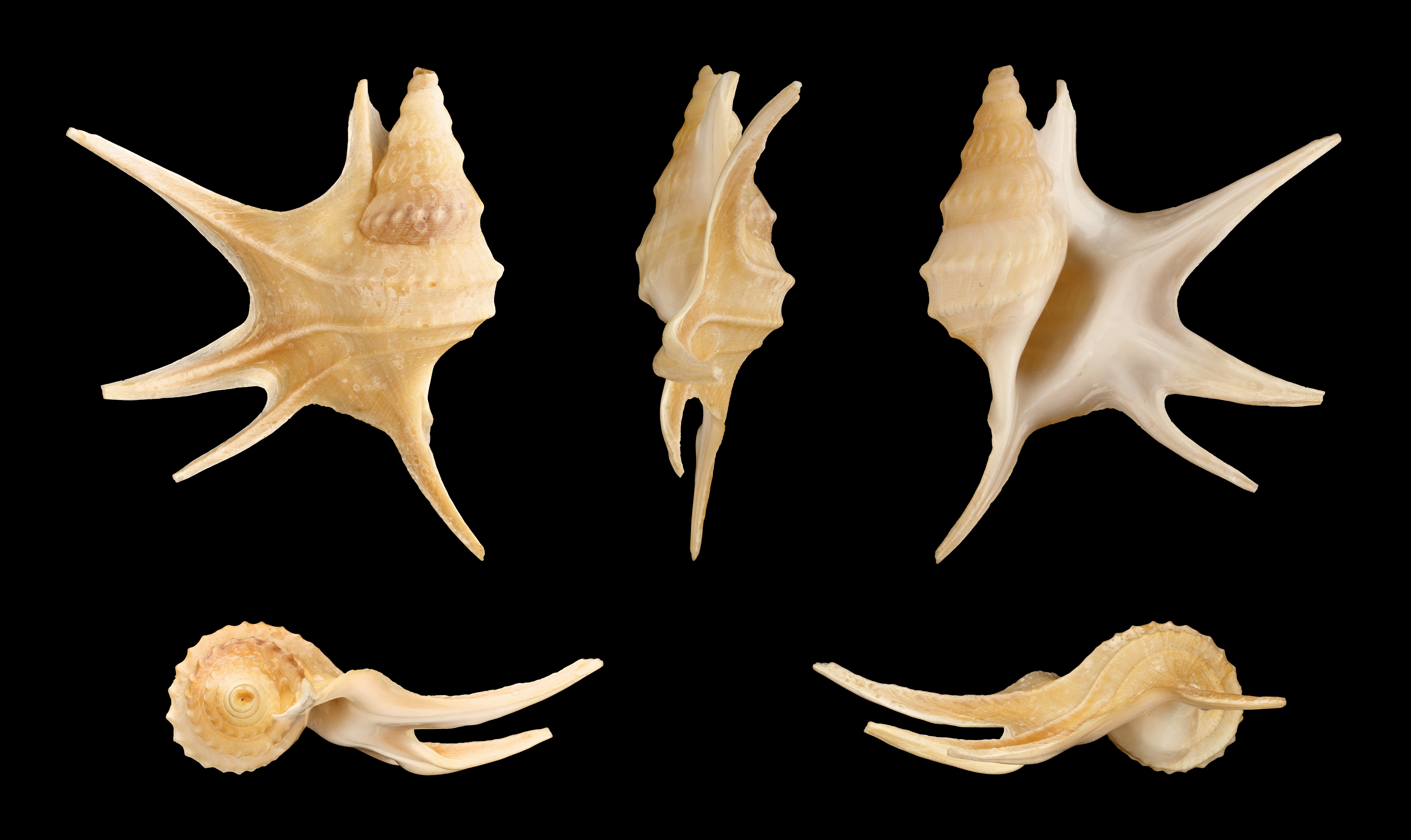
Aporrhais serresianus
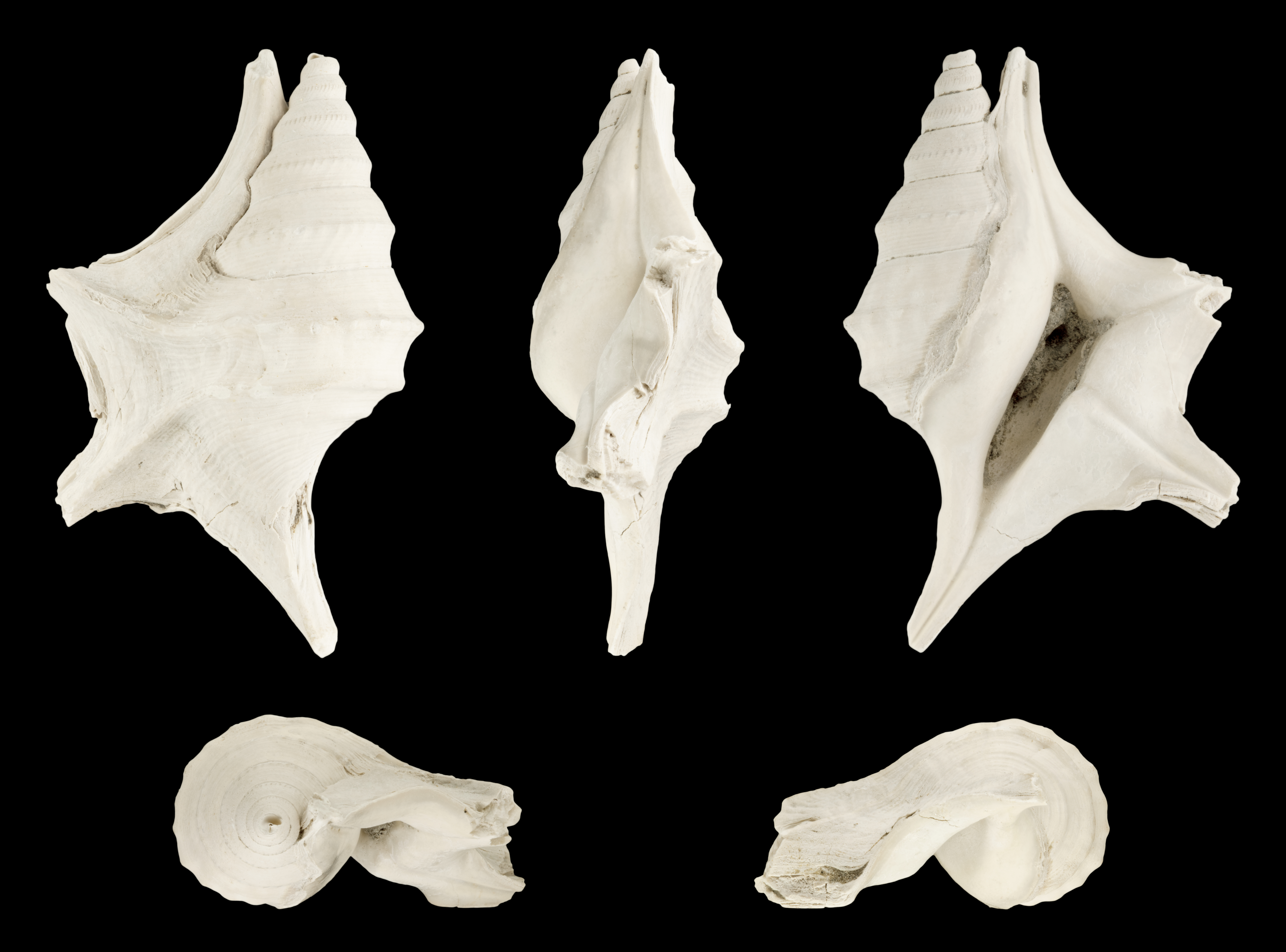
Aporrhais uttingeriana
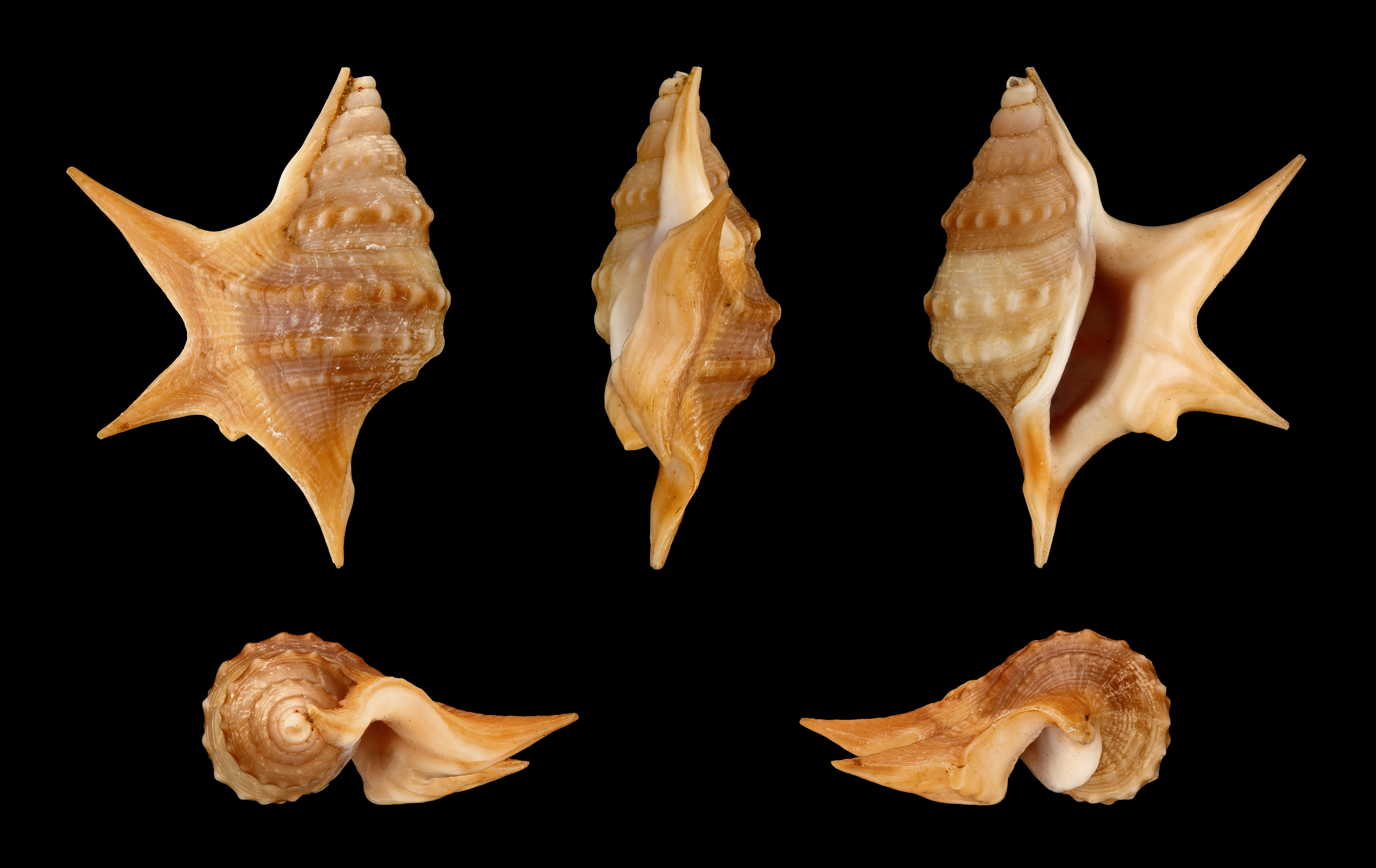
Aporrhais senegalensis
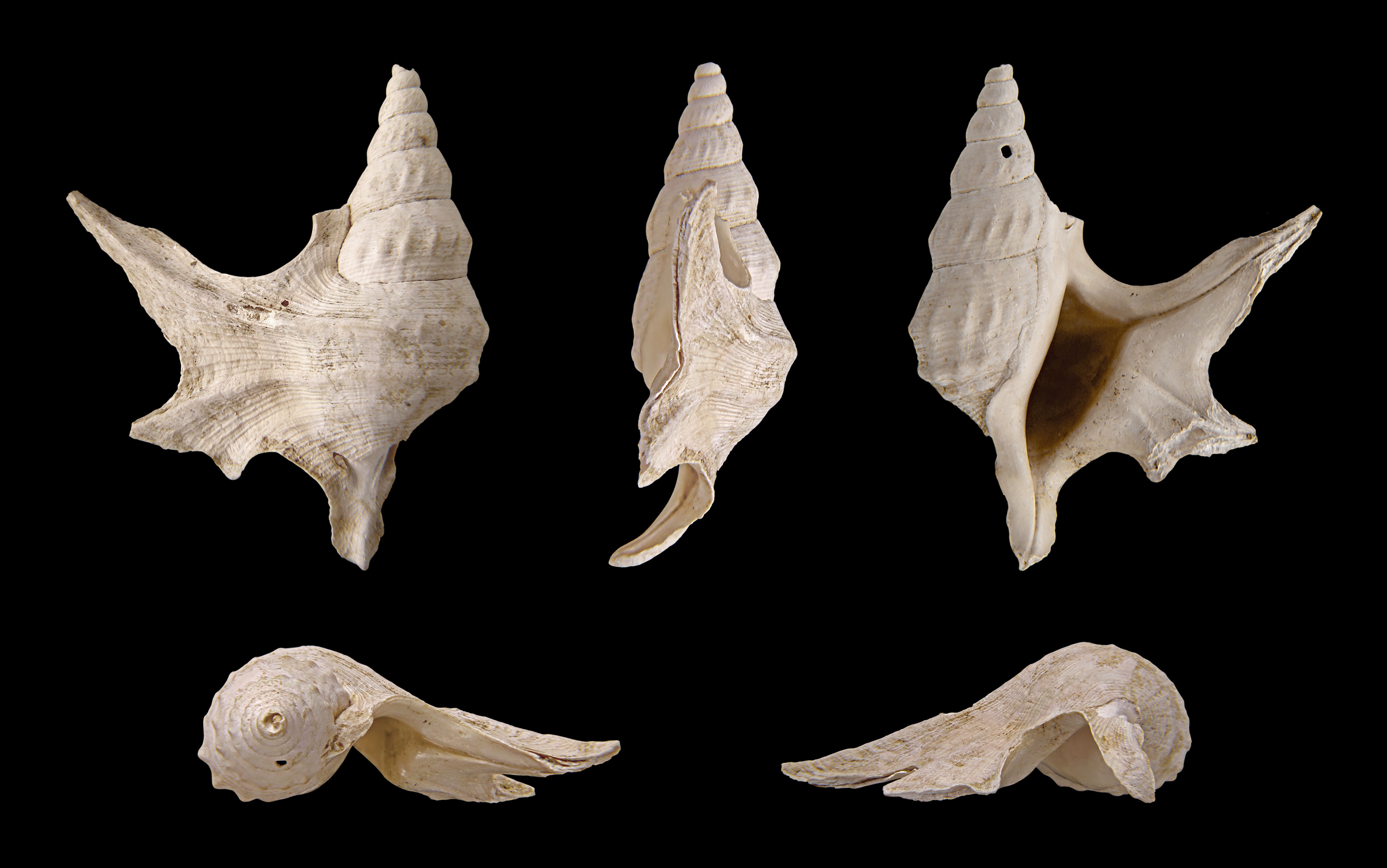
Aporrhais senegalensis